# Dolichomitus pygmaeus
Dolichomitus pygmaeus là một loài tò vò trong họ Ichneumonidae.